# Interlands IJslands voetbalelftal 1990-1999
Deze pagina toont een chronologisch en gedetailleerd overzicht van de interlands die het IJslands voetbalelftal speelt en heeft gespeeld in de periode 1990 – 1999.

## Interlands

### 1990
|                                                                   |                 |       |                                          | |
| 28 maart Vriendschappelijk № 197 «onderlinge duels» 19:30 (UTC+2) | Luxemburg       | 1 – 2 | IJsland                                  | Stade de la Frontière, Esch-sur-Alzette Toeschouwers: 400 Scheidsrechter: Jean-François Crucke (BEL) |
| 28 maart Vriendschappelijk № 197 «onderlinge duels» 19:30 (UTC+2) | Théo Malget 39' |       | 16' Pétur Pétursson 28' Ólafur Þórðarson | Stade de la Frontière, Esch-sur-Alzette Toeschouwers: 400 Scheidsrechter: Jean-François Crucke (BEL) |

|                                                    |         |                                                                                |         |                                                                                   |
| 3 april Vriendschappelijk № 198 «onderlinge duels» | Bermuda | 0 – 4                                                                          | IJsland | Nationaal Stadion, Devonshire Toeschouwers: 200 Scheidsrechter: Rex Osborne (BER) |
| 3 april Vriendschappelijk № 198 «onderlinge duels» |         | 4' Pétur Pétursson 15' Pétur Ormslev 43' Kjartan Einarsson 88' Pétur Pétursson |         | Nationaal Stadion, Devonshire Toeschouwers: 200 Scheidsrechter: Rex Osborne (BER) |

|                                                                  |                                                                         |       |                            |                                                                                               |
| 8 april Vriendschappelijk № 199 «onderlinge duels» 13:00 (UTC−5) | Verenigde Staten                                                        | 4 – 1 | IJsland                    | Busch Stadium, Saint Louis Toeschouwers: 3.287 Scheidsrechter: Antonio Martín Navarrete (ESP) |
| 8 april Vriendschappelijk № 199 «onderlinge duels» 13:00 (UTC−5) | Steve Trittschuh 16' Eric Wynalda 30' Eric Wynalda 37' Bruce Murray 57' |       | 85' (pen.) Pétur Pétursson | Busch Stadium, Saint Louis Toeschouwers: 3.287 Scheidsrechter: Antonio Martín Navarrete (ESP) |

|                                                                  |                                          |       |         |                                                                                     |
| 30 mei EK 1992 kwalificatie № 200 «onderlinge duels» 20:00 (UTC) | IJsland                                  | 2 – 0 | Albanië | Laugardalsvöllur, Reykjavik Toeschouwers: 5.250 Scheidsrechter: Fred McKnight (NIR) |
| 30 mei EK 1992 kwalificatie № 200 «onderlinge duels» 20:00 (UTC) | Arnór Guðjohnsen 42' Atli Eðvaldsson 86' |       |         | Laugardalsvöllur, Reykjavik Toeschouwers: 5.250 Scheidsrechter: Fred McKnight (NIR) |

|                                                                     |                                     |       |                                                                     |                                                                                             |
| 8 augustus Vriendschappelijk № 201 «onderlinge duels» 19:00 (UTC+1) | Faeröer                             | 2 – 3 | IJsland                                                             | Ovara Vølli í Gundadali, Tórshavn Toeschouwers: 5.320 Scheidsrechter: Peter Mikkelsen (DEN) |
| 8 augustus Vriendschappelijk № 201 «onderlinge duels» 19:00 (UTC+1) | Kurt Mørkøre 10' Jan Dam 63' (pen.) |       | 45' Anthony Gregory 48' Anthony Gregory 85' (pen.) Arnór Guðjohnsen | Ovara Vølli í Gundadali, Tórshavn Toeschouwers: 5.320 Scheidsrechter: Peter Mikkelsen (DEN) |

|                                                                       |                     |       |                                        |                                                                                  |
| 5 september EK 1992 kwalificatie № 202 «onderlinge duels» 18:30 (UTC) | IJsland             | 1 – 2 | Frankrijk                              | Laugardalsvöllur, Reykjavik Toeschouwers: 8.388 Scheidsrechter: David Syme (SCO) |
| 5 september EK 1992 kwalificatie № 202 «onderlinge duels» 18:30 (UTC) | Atli Eðvaldsson 83' |       | 12' Jean-Pierre Papin 76' Éric Cantona | Laugardalsvöllur, Reykjavik Toeschouwers: 8.388 Scheidsrechter: David Syme (SCO) |

|                                                                          |                   |       |         |                                                                                  |
| 26 september EK 1992 kwalificatie № 203 «onderlinge duels» 17:00 (UTC+2) | Tsjecho-Slowakije | 1 – 0 | IJsland | Všešportový areál, Košice Toeschouwers: 30.142 Scheidsrechter: Todor Kolev (BUL) |
| 26 september EK 1992 kwalificatie № 203 «onderlinge duels» 17:00 (UTC+2) | Václav Daněk 43'  |       |         | Všešportový areál, Košice Toeschouwers: 30.142 Scheidsrechter: Todor Kolev (BUL) |

|                                                                        |                                             |       |                      |                                                                                              |
| 10 oktober EK 1992 kwalificatie № 204 «onderlinge duels» 20:30 (UTC+1) | Spanje                                      | 2 – 1 | IJsland              | Estadio Benito Villamarín, Sevilla Toeschouwers: 18.399 Scheidsrechter: Victor Mintoff (MLT) |
| 10 oktober EK 1992 kwalificatie № 204 «onderlinge duels» 20:30 (UTC+1) | Emilio Butragueño 44' Carlos Muñoz Cobo 63' |       | 66' Sigurður Jónsson | Estadio Benito Villamarín, Sevilla Toeschouwers: 18.399 Scheidsrechter: Victor Mintoff (MLT) |

### 1991
|                                                     |                  |       |         |                                                                              |
| 27 april Vriendschappelijk № 205 «onderlinge duels» | Engeland         | 1 – 0 | IJsland | Vicarage Road, Watford Toeschouwers: 3.814 Scheidsrechter: Keith Burge (WAL) |
| 27 april Vriendschappelijk № 205 «onderlinge duels» | Nigel Clough 48' |       |         | Vicarage Road, Watford Toeschouwers: 3.814 Scheidsrechter: Keith Burge (WAL) |

|                                                                |                  |       |         |                                                                               |
| 1 mei Vriendschappelijk № 206 «onderlinge duels» 19:30 (UTC+1) | Wales            | 1 – 0 | IJsland | Ninian Park, Cardiff Toeschouwers: 3.656 Scheidsrechter: Andrew Ritchie (NIR) |
| 1 mei Vriendschappelijk № 206 «onderlinge duels» 19:30 (UTC+1) | Nigel Clough 48' |       |         | Ninian Park, Cardiff Toeschouwers: 3.656 Scheidsrechter: Andrew Ritchie (NIR) |

|                                                                |                        |       |                                                                                           |                                                                                   |
| 7 mei Vriendschappelijk № 207 «onderlinge duels» 18:00 (UTC+2) | Malta                  | 1 – 4 | IJsland                                                                                   | Ta' Qalistadion, Ta' Qali Toeschouwers: 579 Scheidsrechter: Edgar Azzopardi (MLT) |
| 7 mei Vriendschappelijk № 207 «onderlinge duels» 18:00 (UTC+2) | Hubert Suda 70' (pen.) |       | 13' Rúnar Kristinsson 17' Sigurður Grétarsson 56' Rúnar Kristinsson 85' Andri Marteinsson | Ta' Qalistadion, Ta' Qali Toeschouwers: 579 Scheidsrechter: Edgar Azzopardi (MLT) |

|                                                                    |                  |       |         |                                                                                   |
| 26 mei EK 1992 kwalificatie № 208 «onderlinge duels» 17:00 (UTC+2) | Albanië          | 1 – 0 | IJsland | Qemal Stafastadion, Tirana Toeschouwers: 5.000 Scheidsrechter: Sándor Varga (HUN) |
| 26 mei EK 1992 kwalificatie № 208 «onderlinge duels» 17:00 (UTC+2) | Eduard Abazi 56' |       |         | Qemal Stafastadion, Tirana Toeschouwers: 5.000 Scheidsrechter: Sándor Varga (HUN) |

|                                                                  |         |                |                   |                                                                                     |
| 5 juni EK 1992 kwalificatie № 209 «onderlinge duels» 20:00 (UTC) | IJsland | 0 – 1          | Tsjecho-Slowakije | Laugardalsvöllur, Reykjavik Toeschouwers: 5.102 Scheidsrechter: John Spillane (IRL) |
| 5 juni EK 1992 kwalificatie № 209 «onderlinge duels» 20:00 (UTC) |         | 16' Ivan Hašek |                   | Laugardalsvöllur, Reykjavik Toeschouwers: 5.102 Scheidsrechter: John Spillane (IRL) |

|                                                                | |       |                  |                                                                                    |
| 17 juli Vriendschappelijk № 210 «onderlinge duels» 20:00 (UTC) | IJsland | 5 – 1 | Turkije          | Laugardalsvöllur, Reykjavik Toeschouwers: 3.177 Scheidsrechter: Anders Frisk (SWE) |
| 17 juli Vriendschappelijk № 210 «onderlinge duels» 20:00 (UTC) | Sigurður Grétarsson 2' Arnór Guðjohnsen 26' Arnór Guðjohnsen 40' Arnór Guðjohnsen 45' Arnór Guðjohnsen 64' |       | 14' Ünal Karaman | Laugardalsvöllur, Reykjavik Toeschouwers: 3.177 Scheidsrechter: Anders Frisk (SWE) |

|                                                                    |         |       |            |                                                                                      |
| 4 september Vriendschappelijk № 211 «onderlinge duels» 18:15 (UTC) | IJsland | 0 – 0 | Denemarken | Laugardalsvöllur, Reykjavik Toeschouwers: 4.184 Scheidsrechter: Leslie Mottram (SCO) |
| 4 september Vriendschappelijk № 211 «onderlinge duels» 18:15 (UTC) |         |       |            | Laugardalsvöllur, Reykjavik Toeschouwers: 4.184 Scheidsrechter: Leslie Mottram (SCO) |

|                                                                        |                                                 |       |        |                                                                                   |
| 25 september EK 1992 kwalificatie № 212 «onderlinge duels» 17:15 (UTC) | IJsland                                         | 2 – 0 | Spanje | Laugardalsvöllur, Reykjavik Toeschouwers: 3.848 Scheidsrechter: Cees Bakker (NED) |
| 25 september EK 1992 kwalificatie № 212 «onderlinge duels» 17:15 (UTC) | Þorvaldur Örlygsson 72' Eyjólfur Sverrisson 79' |       |        | Laugardalsvöllur, Reykjavik Toeschouwers: 3.848 Scheidsrechter: Cees Bakker (NED) |

|                                                                     |                   |       |                         |                                                                            |
| 16 oktober Vriendschappelijk № 213 «onderlinge duels» 18:00 (UTC+2) | Cyprus            | 1 – 1 | IJsland                 | GSZ-stadion, Larnaca Toeschouwers: 200 Scheidsrechter: Loizos Loizou (CYP) |
| 16 oktober Vriendschappelijk № 213 «onderlinge duels» 18:00 (UTC+2) | Pambos Pittas 26' |       | 56' Þorvaldur Örlygsson | GSZ-stadion, Larnaca Toeschouwers: 200 Scheidsrechter: Loizos Loizou (CYP) |

|                                                                         |                                                   |       |                         |                                                                                      |
| 20 november EK 1992 kwalificatie № 214 «onderlinge duels» 20:45 (UTC+1) | Frankrijk                                         | 3 – 1 | IJsland                 | Parc des Princes, Parijs Toeschouwers: 27.381 Scheidsrechter: Erik Fredriksson (SWE) |
| 20 november EK 1992 kwalificatie № 214 «onderlinge duels» 20:45 (UTC+1) | Amara Simba 42' Éric Cantona 59' Éric Cantona 68' |       | 70' Eyjólfur Sverrisson | Parc des Princes, Parijs Toeschouwers: 27.381 Scheidsrechter: Erik Fredriksson (SWE) |

### 1992
|                                                                               |                    |       |         |                                                                                   |
| 10 februari Malta Voetbaltoernooi 1992 № 215 «onderlinge duels» 15:00 (UTC+1) | Malta              | 1 – 0 | IJsland | Ta' Qalistadion, Ta' Qali Toeschouwers: 2.522 Scheidsrechter: Charles Agius (MLT) |
| 10 februari Malta Voetbaltoernooi 1992 № 215 «onderlinge duels» 15:00 (UTC+1) | Jesmond Zerafa 38' |       |         | Ta' Qalistadion, Ta' Qali Toeschouwers: 2.522 Scheidsrechter: Charles Agius (MLT) |

|                                                                  |                              |                   |         |                                           |
| 2 maart Vriendschappelijk № 216 «onderlinge duels» 17:30 (UTC+4) | Verenigde Arabische Emiraten | 0 – 1             | IJsland | Al-Rashidstadion, Dubai Toeschouwers: 500 |
| 2 maart Vriendschappelijk № 216 «onderlinge duels» 17:30 (UTC+4) |                              | 75' Atli Helgason |         | Al-Rashidstadion, Dubai Toeschouwers: 500 |

|                                                                  |                               |       |                                              |                                                                                     |
| 8 april Vriendschappelijk № 217 «onderlinge duels» 17:00 (UTC+3) | Israël                        | 2 – 2 | IJsland                                      | Ramat Ganstadion, Ramat Gan Toeschouwers: 1.500 Scheidsrechter: Loizos Loizou (CYP) |
| 8 april Vriendschappelijk № 217 «onderlinge duels» 17:00 (UTC+3) | Itzik Zohar 10' Avi Cohen 80' |       | 15' Sigurður Grétarsson 67' Arnar Grétarsson | Ramat Ganstadion, Ramat Gan Toeschouwers: 1.500 Scheidsrechter: Loizos Loizou (CYP) |

|                                                                    |                         |       |         | |
| 13 mei WK 1994 kwalificatie № 218 «onderlinge duels» 19:30 (UTC+3) | Griekenland             | 1 – 0 | IJsland | Olympisch Stadion Spyridon Louis, Athene Toeschouwers: 2.685 Scheidsrechter: Karl-Josef Assenmacher (GER) |
| 13 mei WK 1994 kwalificatie № 218 «onderlinge duels» 19:30 (UTC+3) | Takis Sofianopoulos 28' |       |         | Olympisch Stadion Spyridon Louis, Athene Toeschouwers: 2.685 Scheidsrechter: Karl-Josef Assenmacher (GER) |

|                                                                    |                  |       |                                              |                                                                                   |
| 3 juni WK 1994 kwalificatie № 219 «onderlinge duels» 19:30 (UTC+2) | Hongarije        | 1 – 2 | IJsland                                      | Népstadion, Boedapest Toeschouwers: 10.000 Scheidsrechter: Angelo Amendolia (ITA) |
| 3 juni WK 1994 kwalificatie № 219 «onderlinge duels» 19:30 (UTC+2) | Kálmán Kovács 2' |       | 51' Þorvaldur Örlygsson 73' Hörður Magnússon | Népstadion, Boedapest Toeschouwers: 10.000 Scheidsrechter: Angelo Amendolia (ITA) |

|                                                                   |         |                                   |        |                                                                                   |
| 9 augustus Vriendschappelijk № 220 «onderlinge duels» 18:00 (UTC) | IJsland | 0 – 2                             | Israël | Laugardalsvöllur, Reykjavik Toeschouwers: 1.277 Scheidsrechter: Joe Timmons (SCO) |
| 9 augustus Vriendschappelijk № 220 «onderlinge duels» 18:00 (UTC) |         | 7' Eyal Berkovic 57' Shalom Tikva |        | Laugardalsvöllur, Reykjavik Toeschouwers: 1.277 Scheidsrechter: Joe Timmons (SCO) |

|                                                                     |         |                        |             |                                                                                   |
| 7 oktober WK 1994 kwalificatie № 221 «onderlinge duels» 20:00 (UTC) | IJsland | 0 – 1                  | Griekenland | Laugardalsvöllur, Reykjavik Toeschouwers: 4.973 Scheidsrechter: Howard King (WAL) |
| 7 oktober WK 1994 kwalificatie № 221 «onderlinge duels» 20:00 (UTC) |         | 61' Giotis Tsalouhidis |             | Laugardalsvöllur, Reykjavik Toeschouwers: 4.973 Scheidsrechter: Howard King (WAL) |

|                                                                        |                   |       |         |                                                                                             |
| 14 oktober WK 1994 kwalificatie № 222 «onderlinge duels» 19:00 (UTC+3) | Rusland           | 1 – 0 | IJsland | Olympisch Stadion Loezjniki, Moskou Toeschouwers: 18.000 Scheidsrechter: Lyube Spasov (BUL) |
| 14 oktober WK 1994 kwalificatie № 222 «onderlinge duels» 19:00 (UTC+3) | Sergej Joeran 65' |       |         | Olympisch Stadion Loezjniki, Moskou Toeschouwers: 18.000 Scheidsrechter: Lyube Spasov (BUL) |

### 1993
|                                                                   |                  |       |                       |                                                                                |
| 17 april Vriendschappelijk № 223 «onderlinge duels» 19:30 (UTC−8) | Verenigde Staten | 1 – 1 | IJsland               | LeBard Stadium, Costa Mesa Toeschouwers: 3.143 Scheidsrechter: Majid Jay (USA) |
| 17 april Vriendschappelijk № 223 «onderlinge duels» 19:30 (UTC−8) | Peter Vermes 89' |       | 25' Hlynur Stefánsson | LeBard Stadium, Costa Mesa Toeschouwers: 3.143 Scheidsrechter: Majid Jay (USA) |

|                                                                    |                             |       |                      |                                                                                    |
| 20 mei WK 1994 kwalificatie № 224 «onderlinge duels» 18:45 (UTC+2) | Luxemburg                   | 1 – 1 | IJsland              | Stade Municipal, Luxemburg Toeschouwers: 1.965 Scheidsrechter: Jorge Coroado (POR) |
| 20 mei WK 1994 kwalificatie № 224 «onderlinge duels» 18:45 (UTC+2) | Hlynur Birgisson 70' (e.d.) |       | 42' Arnór Guðjohnsen | Stade Municipal, Luxemburg Toeschouwers: 1.965 Scheidsrechter: Jorge Coroado (POR) |

|                                                                  |                         |       |                     |                                                                                      |
| 2 juni WK 1994 kwalificatie № 225 «onderlinge duels» 18:15 (UTC) | IJsland                 | 1 – 1 | Rusland             | Laugardalsvöllur, Reykjavik Toeschouwers: 3.096 Scheidsrechter: Leslie Mottram (SCO) |
| 2 juni WK 1994 kwalificatie № 225 «onderlinge duels» 18:15 (UTC) | Eyjólfur Sverrisson 27' |       | 39' Sergej Kirjakov | Laugardalsvöllur, Reykjavik Toeschouwers: 3.096 Scheidsrechter: Leslie Mottram (SCO) |

|                                                                   |                                              |       |           |                                                                                   |
| 16 juni WK 1994 kwalificatie № 226 «onderlinge duels» 20:00 (UTC) | IJsland                                      | 2 – 0 | Hongarije | Laugardalsvöllur, Reykjavik Toeschouwers: 2.755 Scheidsrechter: Rémi Harrel (FRA) |
| 16 juni WK 1994 kwalificatie № 226 «onderlinge duels» 20:00 (UTC) | Eyjólfur Sverrisson 13' Arnór Guðjohnsen 77' |       |           | Laugardalsvöllur, Reykjavik Toeschouwers: 2.755 Scheidsrechter: Rémi Harrel (FRA) |

|                                                                    |         |                   |                  |                                                                                     |
| 31 augustus Vriendschappelijk № 227 «onderlinge duels» 20:00 (UTC) | IJsland | 0 – 1             | Verenigde Staten | Laugardalsvöllur, Reykjavik Toeschouwers: 1.529 Scheidsrechter: David Elleray (ENG) |
| 31 augustus Vriendschappelijk № 227 «onderlinge duels» 20:00 (UTC) |         | 87' Ernie Stewart |                  | Laugardalsvöllur, Reykjavik Toeschouwers: 1.529 Scheidsrechter: David Elleray (ENG) |

|                                                                       |                                |       |           |                                                                                      |
| 8 september WK 1994 kwalificatie № 228 «onderlinge duels» 20:00 (UTC) | IJsland                        | 1 – 0 | Luxemburg | Laugardalsvöllur, Reykjavik Toeschouwers: 3.969 Scheidsrechter: Nemus Djurhuus (FAR) |
| 8 september WK 1994 kwalificatie № 228 «onderlinge duels» 20:00 (UTC) | Haraldur Ingólfsson 54' (pen.) |       |           | Laugardalsvöllur, Reykjavik Toeschouwers: 3.969 Scheidsrechter: Nemus Djurhuus (FAR) |

|                                                       |                                              |       |                      |                                                                                 |
| 17 oktober Vriendschappelijk № 229 «onderlinge duels» | Tunesië                                      | 3 – 1 | IJsland              | Stade El Menzah, Tunis Toeschouwers: 9.200 Scheidsrechter: Mohamed Sendid (ALG) |
| 17 oktober Vriendschappelijk № 229 «onderlinge duels» | Mourad Okbi 7' Mourad Okbi 60' Ben Tahar 86' |       | 28' Hlynur Birgisson | Stade El Menzah, Tunis Toeschouwers: 9.200 Scheidsrechter: Mohamed Sendid (ALG) |

### 1994
|                                                     |         |                                           |               |                                                                                       |
| 20 april Vriendschappelijk № 230 «onderlinge duels» | IJsland | 0 – 2                                     | Saoedi-Arabië | Stade de Bon Rencontre, Toulon Toeschouwers: 500 Scheidsrechter: Philippe Leduc (FRA) |
| 20 april Vriendschappelijk № 230 «onderlinge duels» |         | 16' Saeed Al-Owairan 25' Fahad Al-Mehalel |               | Stade de Bon Rencontre, Toulon Toeschouwers: 500 Scheidsrechter: Philippe Leduc (FRA) |

|                                                                   |                  |       |                                              |                                                                                     |
| 24 april Vriendschappelijk № 231 «onderlinge duels» 15:00 (UTC−7) | Verenigde Staten | 1 – 2 | IJsland                                      | DeVore Stadium, Chula Vista Toeschouwers: 3.017 Scheidsrechter: Joshua Patlak (USA) |
| 24 april Vriendschappelijk № 231 «onderlinge duels» 15:00 (UTC−7) | Frank Klopas 47' |       | 19' Helgi Sigurðsson 86' Bjarki Gunnlaugsson | DeVore Stadium, Chula Vista Toeschouwers: 3.017 Scheidsrechter: Joshua Patlak (USA) |

|                                                                |                                 |       |         |                                                                                   |
| 4 mei Vriendschappelijk № 232 «onderlinge duels» 21:30 (UTC−3) | Brazilië                        | 3 – 0 | IJsland | Ressacada, Florianópolis Toeschouwers: 17.150 Scheidsrechter: Dalmo Bozzano (BRA) |
| 4 mei Vriendschappelijk № 232 «onderlinge duels» 21:30 (UTC−3) | Ronaldo 30' Zinho 41' Viola 87' |       |         | Ressacada, Florianópolis Toeschouwers: 17.150 Scheidsrechter: Dalmo Bozzano (BRA) |

|                                                               |                         |       |         |                                                                                   |
| 19 mei Vriendschappelijk № 233 «onderlinge duels» 20:00 (UTC) | IJsland                 | 1 – 0 | Bolivia | Laugardalsvöllur, Reykjavik Toeschouwers: 2.707 Scheidsrechter: Lars Gerner (DEN) |
| 19 mei Vriendschappelijk № 233 «onderlinge duels» 20:00 (UTC) | Þorvaldur Örlygsson 43' |       |         | Laugardalsvöllur, Reykjavik Toeschouwers: 2.707 Scheidsrechter: Lars Gerner (DEN) |

|                                                                    |                                                                                               |       |         |                                                                                     |
| 16 augustus Vriendschappelijk № 234 «onderlinge duels» 19:00 (UTC) | IJsland                                                                                       | 4 – 0 | Estland | Laugardalsvöllur, Reykjavik Toeschouwers: 1.470 Scheidsrechter: Rune Pedersen (NOR) |
| 16 augustus Vriendschappelijk № 234 «onderlinge duels» 19:00 (UTC) | Þorvaldur Örlygsson 18' Þorvaldur Örlygsson 39' Þorvaldur Örlygsson 43' Þórður Guðjónsson 54' |       |         | Laugardalsvöllur, Reykjavik Toeschouwers: 1.470 Scheidsrechter: Rune Pedersen (NOR) |

|                                                                    |                            |       |                              |                                                                                    |
| 30 augustus Vriendschappelijk № 235 «onderlinge duels» 20:00 (UTC) | IJsland                    | 1 – 0 | Verenigde Arabische Emiraten | Laugardalsvöllur, Reykjavik Toeschouwers: 518 Scheidsrechter: Bragi Bergmann (ISL) |
| 30 augustus Vriendschappelijk № 235 «onderlinge duels» 20:00 (UTC) | Guðmundur Benediktsson 86' |       |                              | Laugardalsvöllur, Reykjavik Toeschouwers: 518 Scheidsrechter: Bragi Bergmann (ISL) |

|                                                                         |         |                   |        |                                                                                       |
| 7 september EK 1996 kwalificatie № 236 «onderlinge duels» 20:00 (UTC+2) | IJsland | 0 – 1             | Zweden | Laugardalsvöllur, Reykjavik Toeschouwers: 14.361 Scheidsrechter: Leslie Mottram (SCO) |
| 7 september EK 1996 kwalificatie № 236 «onderlinge duels» 20:00 (UTC+2) |         | 37' Klas Ingesson |        | Laugardalsvöllur, Reykjavik Toeschouwers: 14.361 Scheidsrechter: Leslie Mottram (SCO) |

|                                                                        |                                                                                          |       |         |                                                                                           |
| 12 oktober EK 1996 kwalificatie № 237 «onderlinge duels» 20:00 (UTC+2) | Turkije                                                                                  | 5 – 0 | IJsland | Ali Sami Yenstadion, Istanbul Toeschouwers: 11.280 Scheidsrechter: Nikolay Levnikov (RUS) |
| 12 oktober EK 1996 kwalificatie № 237 «onderlinge duels» 20:00 (UTC+2) | Saffet Sancaklı 8' Saffet Sancaklı 26' Hakan Şükür 29' Hakan Şükür 61' Sergen Yalçın 65' |       |         | Ali Sami Yenstadion, Istanbul Toeschouwers: 11.280 Scheidsrechter: Nikolay Levnikov (RUS) |

|                                                       |         |                         |         | |
| 29 oktober Vriendschappelijk № 238 «onderlinge duels» | Koeweit | 0 – 1                   | IJsland | Tahnoun bin Mohammedstadion, Al Ain Toeschouwers: 1.200 Scheidsrechter: Ibrahim Leamash Abdullah (UAE) |
| 29 oktober Vriendschappelijk № 238 «onderlinge duels» |         | 67' Haraldur Ingólfsson |         | Tahnoun bin Mohammedstadion, Al Ain Toeschouwers: 1.200 Scheidsrechter: Ibrahim Leamash Abdullah (UAE) |

|                                                                         |                   |       |         |                                                                                    |
| 16 november EK 1996 kwalificatie № 239 «onderlinge duels» 20:00 (UTC+1) | Zwitserland       | 1 – 0 | IJsland | Stade Olympique, Lausanne Toeschouwers: 15.800 Scheidsrechter: Patrick Kelly (NIR) |
| 16 november EK 1996 kwalificatie № 239 «onderlinge duels» 20:00 (UTC+1) | Thomas Bickel 44' |       |         | Stade Olympique, Lausanne Toeschouwers: 15.800 Scheidsrechter: Patrick Kelly (NIR) |

### 1995
|                                                     |                   |       |                        | |
| 22 april Vriendschappelijk № 240 «onderlinge duels» | Chili             | 1 – 1 | IJsland                | Estadio Municipal Germán Becker, Temuco Toeschouwers: 12.779 Scheidsrechter: Ernesto Filippi (URU) |
| 22 april Vriendschappelijk № 240 «onderlinge duels» | Marcelo Salas 51' |       | 17' Arnar Gunnlaugsson | Estadio Municipal Germán Becker, Temuco Toeschouwers: 12.779 Scheidsrechter: Ernesto Filippi (URU) |

|                                                                    |                         |       |                       |                                                                                |
| 1 juni EK 1996 kwalificatie № 241 «onderlinge duels» 19:00 (UTC+2) | Zweden                  | 1 – 1 | IJsland               | Råsundastadion, Solna Toeschouwers: 25.676 Scheidsrechter: Atanas Uzunov (BUL) |
| 1 juni EK 1996 kwalificatie № 241 «onderlinge duels» 19:00 (UTC+2) | Tomas Brolin 16' (pen.) |       | 3' Arnar Gunnlaugsson | Råsundastadion, Solna Toeschouwers: 25.676 Scheidsrechter: Atanas Uzunov (BUL) |

|                                                                   |                                         |       |                   |                                                                                  |
| 11 juni EK 1996 kwalificatie № 242 «onderlinge duels» 20:00 (UTC) | IJsland                                 | 2 – 1 | Hongarije         | Laugardalsvöllur, Reykjavik Toeschouwers: 3.573 Scheidsrechter: Alain Sars (FRA) |
| 11 juni EK 1996 kwalificatie № 242 «onderlinge duels» 20:00 (UTC) | Guðni Bergsson 61' Sigurður Jónsson 68' |       | 20' István Vincze | Laugardalsvöllur, Reykjavik Toeschouwers: 3.573 Scheidsrechter: Alain Sars (FRA) |

|                                                               |                                        |       |         |                                                                                        |
| 2 juli Vriendschappelijk № 243 «onderlinge duels» 14:00 (UTC) | IJsland                                | 2 – 0 | Faeröer | Norðfjarðarvöllur, Neskaupstaður Toeschouwers: 1.000 Scheidsrechter: Hugh Dallas (SCO) |
| 2 juli Vriendschappelijk № 243 «onderlinge duels» 14:00 (UTC) | Ólafur Þórðarson 8' Gunnar Oddsson 47' |       |         | Norðfjarðarvöllur, Neskaupstaður Toeschouwers: 1.000 Scheidsrechter: Hugh Dallas (SCO) |

|                                                                       |         |                                                   |             |                                                                                      |
| 16 augustus EK 1996 kwalificatie № 244 «onderlinge duels» 21:00 (UTC) | IJsland | 0 – 2                                             | Zwitserland | Laugardalsvöllur, Reykjavik Toeschouwers: 8.387 Scheidsrechter: Ryszard Wójcik (POL) |
| 16 augustus EK 1996 kwalificatie № 244 «onderlinge duels» 21:00 (UTC) |         | 4' (e.d.) Ólafur Adolfsson 18' Kubilay Türkyilmaz |             | Laugardalsvöllur, Reykjavik Toeschouwers: 8.387 Scheidsrechter: Ryszard Wójcik (POL) |

|                                                                      |         |       |         |                                                                                       |
| 11 oktober EK 1996 kwalificatie № 245 «onderlinge duels» 20:00 (UTC) | IJsland | 0 – 0 | Turkije | Laugardalsvöllur, Reykjavik Toeschouwers: 3.011 Scheidsrechter: Hartmut Strampe (GER) |
| 11 oktober EK 1996 kwalificatie № 245 «onderlinge duels» 20:00 (UTC) |         |       |         | Laugardalsvöllur, Reykjavik Toeschouwers: 3.011 Scheidsrechter: Hartmut Strampe (GER) |

|                                                                         |                |       |         |                                                                                            |
| 11 november EK 1996 kwalificatie № 246 «onderlinge duels» 17:00 (UTC+1) | Hongarije      | 1 – 0 | IJsland | Illovszky Rudolfstadion, Boedapest Toeschouwers: 1.120 Scheidsrechter: Giorgos Bikas (GRE) |
| 11 november EK 1996 kwalificatie № 246 «onderlinge duels» 17:00 (UTC+1) | Béla Illés 55' |       |         | Illovszky Rudolfstadion, Boedapest Toeschouwers: 1.120 Scheidsrechter: Giorgos Bikas (GRE) |

### 1996
|                                                                     |                      |       | |                                                                                 |
| 7 februari Vriendschappelijk № 247 «onderlinge duels» 16:30 (UTC+1) | IJsland              | 1 – 7 | Slovenië | Ta' Qalistadion, Attard Toeschouwers: 450 Scheidsrechter: Lawrence Sammut (MLT) |
| 7 februari Vriendschappelijk № 247 «onderlinge duels» 16:30 (UTC+1) | Ólafur Þórðarson 40' |       | 42' Sašo Udovič 48' Sašo Udovič 57' Sašo Udovič 69' Sašo Udovič 74' Sašo Udovič 79' Matjaž Florjančič 83' Ermin Šiljak | Ta' Qalistadion, Attard Toeschouwers: 450 Scheidsrechter: Lawrence Sammut (MLT) |

|                                                                     |         |                                                             |         |                                                                                 |
| 9 februari Vriendschappelijk № 248 «onderlinge duels» 16:30 (UTC+1) | IJsland | 0 – 3                                                       | Rusland | Ta' Qalistadion, Attard Toeschouwers: 430 Scheidsrechter: Alfred Micaleff (MLT) |
| 9 februari Vriendschappelijk № 248 «onderlinge duels» 16:30 (UTC+1) |         | 12' Andrej Kantsjelskis 63' Valeri Karpin 65' Valeri Karpin |         | Ta' Qalistadion, Attard Toeschouwers: 430 Scheidsrechter: Alfred Micaleff (MLT) |

|                                                                      |                   |       |                                                                                       |                                                                                   |
| 11 februari Vriendschappelijk № 249 «onderlinge duels» 16:30 (UTC+1) | Malta             | 1 – 4 | IJsland                                                                               | Ta' Qalistadion, Attard Toeschouwers: 4.300 Scheidsrechter: Sergey Husainov (RUS) |
| 11 februari Vriendschappelijk № 249 «onderlinge duels» 16:30 (UTC+1) | Antoine Zahra 69' |       | 7' Ólafur Þórðarson 27' Bjarki Gunnlaugsson 44' Arnar Grétarsson 45' Arnór Guðjohnsen | Ta' Qalistadion, Attard Toeschouwers: 4.300 Scheidsrechter: Sergey Husainov (RUS) |

|                                                                   |         |                                                                        |         |                                                                                |
| 24 april Vriendschappelijk № 250 «onderlinge duels» 18:00 (UTC+3) | Estland | 0 – 3                                                                  | IJsland | Kadriorustadion, Tallinn Toeschouwers: 500 Scheidsrechter: Romāns Lajuks (LAT) |
| 24 april Vriendschappelijk № 250 «onderlinge duels» 18:00 (UTC+3) |         | 8' Bjarki Gunnlaugsson 22' Bjarki Gunnlaugsson 30' Bjarki Gunnlaugsson |         | Kadriorustadion, Tallinn Toeschouwers: 500 Scheidsrechter: Romāns Lajuks (LAT) |

|                                                                  |                      |       |                      |                                                                                     |
| 1 juni WK 1998 kwalificatie № 251 «onderlinge duels» 19:00 (UTC) | IJsland              | 1 – 1 | Macedonië            | Laugardalsvöllur, Reykjavik Toeschouwers: 3.649 Scheidsrechter: Roelof Luinge (NED) |
| 1 juni WK 1998 kwalificatie № 251 «onderlinge duels» 19:00 (UTC) | Arnór Guðjohnsen 65' |       | 62' Nedžmedin Memedi | Laugardalsvöllur, Reykjavik Toeschouwers: 3.649 Scheidsrechter: Roelof Luinge (NED) |

|                                                               |                                                   |       |                       |                                                                                   |
| 2 juni Vriendschappelijk № 252 «onderlinge duels» 20:00 (UTC) | IJsland                                           | 2 – 1 | Cyprus                | Akranesvöllur, Akranes Toeschouwers: 505 Scheidsrechter: Niklas á Líðarenda (FAR) |
| 2 juni Vriendschappelijk № 252 «onderlinge duels» 20:00 (UTC) | Alexander Högnason 37' Guðmundur Benediktsson 39' |       | 61' Klimis Alexandrou | Akranesvöllur, Akranes Toeschouwers: 505 Scheidsrechter: Niklas á Líðarenda (FAR) |

|                                                                    |                                            |       |                   |                                                                                     |
| 14 augustus Vriendschappelijk № 253 «onderlinge duels» 20:00 (UTC) | IJsland                                    | 2 – 1 | Malta             | Laugardalsvöllur, Reykjavik Toeschouwers: 1.301 Scheidsrechter: Stephen Lodge (ENG) |
| 14 augustus Vriendschappelijk № 253 «onderlinge duels» 20:00 (UTC) | Ólafur Adolfsson 17' Ríkharður Daðason 72' |       | 42' Gilbert Agius | Laugardalsvöllur, Reykjavik Toeschouwers: 1.301 Scheidsrechter: Stephen Lodge (ENG) |

|                                                                      |                               |       |                       |                                                                                                |
| 4 september Vriendschappelijk № 254 «onderlinge duels» 17:00 (UTC+2) | Tsjechië                      | 2 – 1 | IJsland               | Stadion Střelnice, Jablonec nad Nisou Toeschouwers: 4.528 Scheidsrechter: Zygmunt Ziober (POL) |
| 4 september Vriendschappelijk № 254 «onderlinge duels» 17:00 (UTC+2) | Pavel Kuka 54' Pavel Kuka 64' |       | 42' Þórður Guðjónsson | Stadion Střelnice, Jablonec nad Nisou Toeschouwers: 4.528 Scheidsrechter: Zygmunt Ziober (POL) |

|                                                                       |                                            |       |         |                                                                                  |
| 5 oktober WK 1998 kwalificatie № 255 «onderlinge duels» 18:30 (UTC+3) | Litouwen                                   | 2 – 0 | IJsland | Žalgirisstadion, Vilnius Toeschouwers: 8.000 Scheidsrechter: Marnix Sandra (BEL) |
| 5 oktober WK 1998 kwalificatie № 255 «onderlinge duels» 18:30 (UTC+3) | Edgaras Jankauskas 22' Vaidotas Šlekys 71' |       |         | Žalgirisstadion, Vilnius Toeschouwers: 8.000 Scheidsrechter: Marnix Sandra (BEL) |

|                                                                     |         |                                                                                   |          |                                                                                       |
| 9 oktober WK 1998 kwalificatie № 256 «onderlinge duels» 19:00 (UTC) | IJsland | 0 – 4                                                                             | Roemenië | Laugardalsvöllur, Reykjavik Toeschouwers: 3.314 Scheidsrechter: Claude Détruche (SUI) |
| 9 oktober WK 1998 kwalificatie № 256 «onderlinge duels» 19:00 (UTC) |         | 21' (e.d.) Guðni Bergsson 61' Gheorghe Hagi 76' Gheorghe Popescu 90' Dan Petrescu |          | Laugardalsvöllur, Reykjavik Toeschouwers: 3.314 Scheidsrechter: Claude Détruche (SUI) |

|                                                                         |         |       |         |                                                                                      |
| 10 november WK 1998 kwalificatie № 257 «onderlinge duels» 15:00 (UTC+1) | Ierland | 0 – 0 | IJsland | Lansdowne Road, Dublin Toeschouwers: 33.069 Scheidsrechter: Stefan Ormandzhiev (BUL) |
| 10 november WK 1998 kwalificatie № 257 «onderlinge duels» 15:00 (UTC+1) |         |       |         | Lansdowne Road, Dublin Toeschouwers: 33.069 Scheidsrechter: Stefan Ormandzhiev (BUL) |

### 1997
|                                                                      |                                                             |       |                      |                                                                                                 |
| 29 april WK 1998 kwalificatie № 258 «onderlinge duels» 16:30 (UTC+2) | Slowakije                                                   | 3 – 1 | IJsland              | Štadión Antona Malatinského, Trnava Toeschouwers: 3.403 Scheidsrechter: Igor Jarmentsjoek (UKR) |
| 29 april WK 1998 kwalificatie № 258 «onderlinge duels» 16:30 (UTC+2) | Július Šimon 36' (pen.) Jaroslav Timko 54' Július Šimon 90' |       | 25' Helgi Sigurðsson | Štadión Antona Malatinského, Trnava Toeschouwers: 3.403 Scheidsrechter: Igor Jarmentsjoek (UKR) |

|                                                                    |                   |       |         |                                                                               |
| 7 juni WK 1998 kwalificatie № 259 «onderlinge duels» 20:00 (UTC+2) | Macedonië         | 1 – 0 | IJsland | Gradskistadion, Skopje Toeschouwers: 10.000 Scheidsrechter: Vadzim Zhuk (BLR) |
| 7 juni WK 1998 kwalificatie № 259 «onderlinge duels» 20:00 (UTC+2) | Ǵorǵi Hristov 53' |       |         | Gradskistadion, Skopje Toeschouwers: 10.000 Scheidsrechter: Vadzim Zhuk (BLR) |

|                                                                   |         |       |          |                                                                                     |
| 11 juni WK 1998 kwalificatie № 260 «onderlinge duels» 15:00 (UTC) | IJsland | 0 – 0 | Litouwen | Laugardalsvöllur, Reykjavik Toeschouwers: 4.118 Scheidsrechter: Leslie Irvine (NIR) |
| 11 juni WK 1998 kwalificatie № 260 «onderlinge duels» 15:00 (UTC) |         |       |          | Laugardalsvöllur, Reykjavik Toeschouwers: 4.118 Scheidsrechter: Leslie Irvine (NIR) |

|                                                                |         |                 |           |                                                                                        |
| 20 juli Vriendschappelijk № 261 «onderlinge duels» 20:00 (UTC) | IJsland | 0 – 1           | Noorwegen | Laugardalsvöllur, Reykjavik Toeschouwers: 6.323 Scheidsrechter: Richard O'Hanlon (IRL) |
| 20 juli Vriendschappelijk № 261 «onderlinge duels» 20:00 (UTC) |         | 74' Jostein Flo |           | Laugardalsvöllur, Reykjavik Toeschouwers: 6.323 Scheidsrechter: Richard O'Hanlon (IRL) |

|                                                                |                         |       |         |                                                                           |
| 27 juli Vriendschappelijk № 262 «onderlinge duels» 14:00 (UTC) | IJsland                 | 1 – 0 | Faeröer | Sindravellir, Höfn Toeschouwers: 700 Scheidsrechter: Milan Mitrović (SLO) |
| 27 juli Vriendschappelijk № 262 «onderlinge duels» 14:00 (UTC) | Tryggvi Guðmundsson 88' |       |         | Sindravellir, Höfn Toeschouwers: 700 Scheidsrechter: Milan Mitrović (SLO) |

|                                                                         |               |                                                                                          |         |                                                                                        |
| 20 augustus WK 1998 kwalificatie № 263 «onderlinge duels» 17:30 (UTC+2) | Liechtenstein | 0 – 4                                                                                    | IJsland | Sportpark Eschen/Mauren, Eschen Toeschouwers: 550 Scheidsrechter: Oleg Timofejev (EST) |
| 20 augustus WK 1998 kwalificatie № 263 «onderlinge duels» 17:30 (UTC+2) |               | 28' Einar Daníelsson 40' Brynjar Gunnarsson 60' Sigurður Jónsson 61' Tryggvi Guðmundsson |         | Sportpark Eschen/Mauren, Eschen Toeschouwers: 550 Scheidsrechter: Oleg Timofejev (EST) |

|                                                                       |                                             |       |                                                                 |                                                                                    |
| 6 september WK 1998 kwalificatie № 264 «onderlinge duels» 14:00 (UTC) | IJsland                                     | 2 – 4 | Ierland                                                         | Laugardalsvöllur, Reykjavik Toeschouwers: 3.981 Scheidsrechter: Ante Kulušić (CRO) |
| 6 september WK 1998 kwalificatie № 264 «onderlinge duels» 14:00 (UTC) | Brynjar Gunnarsson 44' Helgi Sigurðsson 47' |       | 13' David Connolly 53' Roy Keane 65' Roy Keane 79' Mark Kennedy | Laugardalsvöllur, Reykjavik Toeschouwers: 3.981 Scheidsrechter: Ante Kulušić (CRO) |

|                                                                          |                                                                                 |       |         |                                                                                     |
| 10 september WK 1998 kwalificatie № 265 «onderlinge duels» 19:30 (UTC+3) | Roemenië                                                                        | 4 – 0 | IJsland | Stadionul Steaua, Boekarest Toeschouwers: 9.000 Scheidsrechter: David Elleray (ENG) |
| 10 september WK 1998 kwalificatie № 265 «onderlinge duels» 19:30 (UTC+3) | Gheorghe Hagi 7' Dan Petrescu 39' Constantin Gâlcă 65' Gheorghe Hagi 80' (pen.) |       |         | Stadionul Steaua, Boekarest Toeschouwers: 9.000 Scheidsrechter: David Elleray (ENG) |

|                                                                      |                                                                                          |       |               |                                                                                    |
| 11 oktober WK 1998 kwalificatie № 266 «onderlinge duels» 14:00 (UTC) | IJsland                                                                                  | 4 – 0 | Liechtenstein | Laugardalsvöllur, Reykjavik Toeschouwers: 1.651 Scheidsrechter: Alan Howells (WAL) |
| 11 oktober WK 1998 kwalificatie № 266 «onderlinge duels» 14:00 (UTC) | Þórður Guðjónsson 56' Tryggvi Guðmundsson 59' Arnór Guðjohnsen 66' Bjarni Guðjónsson 73' |       |               | Laugardalsvöllur, Reykjavik Toeschouwers: 1.651 Scheidsrechter: Alan Howells (WAL) |

|                                                       |               |       |         |                                                         |
| 7 december Vriendschappelijk № 267 «onderlinge duels» | Saoedi-Arabië | 0 – 0 | IJsland | Prins Faisal bin Fahdstadion, Riyad Toeschouwers: 7.000 |
| 7 december Vriendschappelijk № 267 «onderlinge duels» |               |       |         | Prins Faisal bin Fahdstadion, Riyad Toeschouwers: 7.000 |

### 1998
|                                                                               |                                             |       |                                                                 |                                                                                  |
| 5 februari Cyprus Voetbaltoernooi 1998 № 268 «onderlinge duels» 15:00 (UTC+2) | IJsland                                     | 2 – 3 | Slovenië                                                        | Tsirionstadion, Limasol Toeschouwers: 200 Scheidsrechter: Kostas Kapitanis (CYP) |
| 5 februari Cyprus Voetbaltoernooi 1998 № 268 «onderlinge duels» 15:00 (UTC+2) | Ríkharður Daðason 39' Þórður Guðjónsson 87' |       | 36' Zlatko Zahovič 65' (pen.) Zlatko Zahovič 67' Andrej Poljšak | Tsirionstadion, Limasol Toeschouwers: 200 Scheidsrechter: Kostas Kapitanis (CYP) |

|                                                                               |                         |       |                                         |                                                                                  |
| 7 februari Cyprus Voetbaltoernooi 1998 № 269 «onderlinge duels» 15:00 (UTC+2) | IJsland                 | 1 – 2 | Slowakije                               | Tsirionstadion, Limasol Toeschouwers: 200 Scheidsrechter: Kostas Kapitanis (CYP) |
| 7 februari Cyprus Voetbaltoernooi 1998 № 269 «onderlinge duels» 15:00 (UTC+2) | Bjarki Gunnlaugsson 77' |       | 58' Szilárd Németh 65' Ľubomír Moravčík | Tsirionstadion, Limasol Toeschouwers: 200 Scheidsrechter: Kostas Kapitanis (CYP) |

|                                                   |                     |       |                   |                                                                                            |
| 13 mei Vriendschappelijk № 270 «onderlinge duels» | IJsland             | 1 – 1 | Saoedi-Arabië     | Stade Pierre-de-Coubertin, Cannes Toeschouwers: 400 Scheidsrechter: Gilles Veissière (FRA) |
| 13 mei Vriendschappelijk № 270 «onderlinge duels» | Lárus Sigurðsson 8' |       | 47' Sami Al-Jaber | Stade Pierre-de-Coubertin, Cannes Toeschouwers: 400 Scheidsrechter: Gilles Veissière (FRA) |

|                                                                 |                      |       |                    |                                                                                              |
| 6 juni Vriendschappelijk № 271 «onderlinge duels» 16:00 (UTC+2) | IJsland              | 1 – 1 | Zuid-Afrika        | Baiersbronnerstadion, Baiersbronn Toeschouwers: 1.200 Scheidsrechter: Hermann Albrecht (GER) |
| 6 juni Vriendschappelijk № 271 «onderlinge duels» 16:00 (UTC+2) | Stefán Þórðarson 73' |       | 37' Benni McCarthy | Baiersbronnerstadion, Baiersbronn Toeschouwers: 1.200 Scheidsrechter: Hermann Albrecht (GER) |

|                                                                    |                                                                                      |       |                      |                                                                                      |
| 19 augustus Vriendschappelijk № 272 «onderlinge duels» 20:00 (UTC) | IJsland                                                                              | 4 – 1 | Letland              | Laugardalsvöllur, Reykjavik Toeschouwers: 1.742 Scheidsrechter: Lassin Isaksen (FAR) |
| 19 augustus Vriendschappelijk № 272 «onderlinge duels» 20:00 (UTC) | Þórður Guðjónsson 54' Þórður Guðjónsson 77' Ríkharður Daðason 61' Auðun Helgason 90' |       | 49' Aleksejs Šarando | Laugardalsvöllur, Reykjavik Toeschouwers: 1.742 Scheidsrechter: Lassin Isaksen (FAR) |

|                                                                       |                       |       |                        |                                                                                     |
| 5 september EK 2000 kwalificatie № 273 «onderlinge duels» 18:45 (UTC) | IJsland               | 1 – 1 | Frankrijk              | Laugardalsvöllur, Reykjavik Toeschouwers: 10.382 Scheidsrechter: Eric Blareau (BEL) |
| 5 september EK 2000 kwalificatie № 273 «onderlinge duels» 18:45 (UTC) | Ríkharður Daðason 32' |       | 36' Christophe Dugarry | Laugardalsvöllur, Reykjavik Toeschouwers: 10.382 Scheidsrechter: Eric Blareau (BEL) |

|                                                                        |         |       |         |                                                                          |
| 10 oktober EK 2000 kwalificatie № 274 «onderlinge duels» 18:00 (UTC+5) | Armenië | 0 – 0 | IJsland | Hrazdan, Jerevan Toeschouwers: 6.000 Scheidsrechter: Morgan Norman (SWE) |
| 10 oktober EK 2000 kwalificatie № 274 «onderlinge duels» 18:00 (UTC+5) |         |       |         | Hrazdan, Jerevan Toeschouwers: 6.000 Scheidsrechter: Morgan Norman (SWE) |

|                                                                      |                          |       |         |                                                                                    |
| 14 oktober EK 2000 kwalificatie № 275 «onderlinge duels» 17:45 (UTC) | IJsland                  | 1 – 0 | Rusland | Laugardalsvöllur, Reykjavik Toeschouwers: 3.345 Scheidsrechter: René Temmink (NED) |
| 14 oktober EK 2000 kwalificatie № 275 «onderlinge duels» 17:45 (UTC) | Joeri Kovtoen 86' (e.d.) |       |         | Laugardalsvöllur, Reykjavik Toeschouwers: 3.345 Scheidsrechter: René Temmink (NED) |

### 1999
|                                                                   |                       |       |                                                    |                                                                                           |
| 10 maart Vriendschappelijk № 276 «onderlinge duels» 20:00 (UTC+1) | Luxemburg             | 1 – 2 | IJsland                                            | Stade Josy Barthel, Luxemburg-Stad Toeschouwers: 2.754 Scheidsrechter: Eric Blareau (BEL) |
| 10 maart Vriendschappelijk № 276 «onderlinge duels» 20:00 (UTC+1) | Marcel Christophe 23' |       | 77' (pen.) Arnar Gunnlaugsson 85' Helgi Sigurðsson | Stade Josy Barthel, Luxemburg-Stad Toeschouwers: 2.754 Scheidsrechter: Eric Blareau (BEL) |

|                                                                      |         |                                               |         | |
| 27 maart EK 2000 kwalificatie № 277 «onderlinge duels» 19:00 (UTC+1) | Andorra | 0 – 2                                         | IJsland | Estadi Comunal d'Andorra la Vella, Andorra la Vella Toeschouwers: 900 Scheidsrechter: Charles Agius (MLT) |
| 27 maart EK 2000 kwalificatie № 277 «onderlinge duels» 19:00 (UTC+1) |         | 57' Eyjólfur Sverrisson 66' Steinar Adolfsson |         | Estadi Comunal d'Andorra la Vella, Andorra la Vella Toeschouwers: 900 Scheidsrechter: Charles Agius (MLT) |

|                                                                      |                          |       |                      |                                                                             |
| 31 maart EK 2000 kwalificatie № 278 «onderlinge duels» 19:00 (UTC+3) | Oekraïne                 | 1 – 1 | IJsland              | NSK Olimpiejsky, Kiev Toeschouwers: 40.000 Scheidsrechter: Dani Koren (ISR) |
| 31 maart EK 2000 kwalificatie № 278 «onderlinge duels» 19:00 (UTC+3) | Vladislav Vasjtsjoek 59' |       | 66' Lárus Sigurðsson | NSK Olimpiejsky, Kiev Toeschouwers: 40.000 Scheidsrechter: Dani Koren (ISR) |

|                                                     |                     |       |                                             |                                                                            |
| 28 april Vriendschappelijk № 279 «onderlinge duels» | Malta               | 1 – 2 | IJsland                                     | Ta' Qalistadion, Attard Toeschouwers: 216 Scheidsrechter: Marco Tura (SMR) |
| 28 april Vriendschappelijk № 279 «onderlinge duels» | Michael Cutajar 44' |       | 37' Þórður Guðjónsson 54' Ríkharður Daðason | Ta' Qalistadion, Attard Toeschouwers: 216 Scheidsrechter: Marco Tura (SMR) |

|                                                                  |                                             |       |         |                                                                                     |
| 5 juni EK 2000 kwalificatie № 280 «onderlinge duels» 16:00 (UTC) | IJsland                                     | 2 – 0 | Armenië | Laugardalsvöllur, Reykjavik Toeschouwers: 5.565 Scheidsrechter: Mikko Vuorela (FIN) |
| 5 juni EK 2000 kwalificatie № 280 «onderlinge duels» 16:00 (UTC) | Ríkharður Daðason 31' Rúnar Kristinsson 46' |       |         | Laugardalsvöllur, Reykjavik Toeschouwers: 5.565 Scheidsrechter: Mikko Vuorela (FIN) |

|                                                                    |                   |       |         |                                                                              |
| 9 juni EK 2000 kwalificatie № 281 «onderlinge duels» 19:00 (UTC+4) | Rusland           | 1 – 0 | IJsland | Dinamostadion, Moskou Toeschouwers: 33.900 Scheidsrechter: Metin Tokat (TUR) |
| 9 juni EK 2000 kwalificatie № 281 «onderlinge duels» 19:00 (UTC+4) | Valeri Karpin 44' |       |         | Dinamostadion, Moskou Toeschouwers: 33.900 Scheidsrechter: Metin Tokat (TUR) |

|                                                                      |         |                      |         |                                                                                  |
| 18 augustus Vriendschappelijk № 282 «onderlinge duels» 19:00 (UTC+1) | Faeröer | 0 – 1                | IJsland | Tórsvøllur, Tórshavn Toeschouwers: 3.511 Scheidsrechter: Martin Ingvarsson (SWE) |
| 18 augustus Vriendschappelijk № 282 «onderlinge duels» 19:00 (UTC+1) |         | 3' Þórður Guðjónsson |         | Tórsvøllur, Tórshavn Toeschouwers: 3.511 Scheidsrechter: Martin Ingvarsson (SWE) |

|                                                                       |                                                                    |       |         |                                                                                     |
| 4 september EK 2000 kwalificatie № 283 «onderlinge duels» 16:00 (UTC) | IJsland                                                            | 3 – 0 | Andorra | Laugardalsvöllur, Reykjavik Toeschouwers: 4.795 Scheidsrechter: Miroslav Liba (CZE) |
| 4 september EK 2000 kwalificatie № 283 «onderlinge duels» 16:00 (UTC) | Þórður Guðjónsson 27' Hermann Hreiðarsson 32' Eiður Guðjohnsen 90' |       |         | Laugardalsvöllur, Reykjavik Toeschouwers: 4.795 Scheidsrechter: Miroslav Liba (CZE) |

|                                                                       |         |                          |          |                                                                                          |
| 8 september EK 2000 kwalificatie № 284 «onderlinge duels» 18:00 (UTC) | IJsland | 0 – 1                    | Oekraïne | Laugardalsvöllur, Reykjavik Toeschouwers: 7.072 Scheidsrechter: Vítor Melo Pereira (POR) |
| 8 september EK 2000 kwalificatie № 284 «onderlinge duels» 18:00 (UTC) |         | 43' (pen.) Serhij Rebrov |          | Laugardalsvöllur, Reykjavik Toeschouwers: 7.072 Scheidsrechter: Vítor Melo Pereira (POR) |

|                                                                       |                                                                      |       |                                                |                                                                                         |
| 9 oktober EK 2000 kwalificatie № 285 «onderlinge duels» 20:45 (UTC+2) | Frankrijk                                                            | 3 – 2 | IJsland                                        | Stade de France, Saint-Denis Toeschouwers: 78.381 Scheidsrechter: Bernd Heynemann (GER) |
| 9 oktober EK 2000 kwalificatie № 285 «onderlinge duels» 20:45 (UTC+2) | Ríkharður Daðason 17' (e.d.) Youri Djorkaeff 38' David Trezeguet 71' |       | 48' Eyjólfur Sverrisson 56' Brynjar Gunnarsson | Stade de France, Saint-Denis Toeschouwers: 78.381 Scheidsrechter: Bernd Heynemann (GER) |

KSÍ · A-internationals · Bondscoaches · Statistieken · IJslands vrouwenelftal · Olympisch elftal · IJsland U21 · IJsland U20 · IJsland U19 · IJsland U18 · IJsland U17 · IJsland U16 · Vrouwen U17
1946 – 1949 · 1950 – 1959 · 1960 – 1969 · 1970 – 1979 · 1980 – 1989 · 1990 – 1999 · 2000 – 2009 · 2010 – 2019 · 2020 − 2029
EK 2016
WK 2018
1946 · 1947 · 1948 · 1949 · 1950 · 1951 · 1952 · 1953 · 1954 · 1955 · 1956 · 1957 · 1958 · 1959 · 1960 · 1961 · 1962 · 1963 · 1964 · 1965 · 1966 · 1967 · 1968 · 1969 · 1970 · 1971 · 1972 · 1973 · 1974 · 1975 · 1976 · 1977 · 1978 · 1979 · 1980 · 1981 · 1982 · 1983 · 1984 · 1985 · 1986 · 1987 · 1988 · 1989 · 1990 · 1991 · 1992 · 1993 · 1994 · 1995 · 1996 · 1997 · 1998 · 1999 · 2000 · 2001 · 2002 · 2003 · 2004 · 2005 · 2006 · 2007 · 2008 · 2009 · 2010 · 2011 · 2012 · 2013 · 2014 · 2015 · 2016 · 2017 · 2018 · 2019 · 2020 · 2021 · 2022 · 2023 · 2024
Albanië ·
Andorra ·
Argentinië ·
Armenië ·
Azerbeidzjan ·
Bahrein ·
België ·
Bermuda ·
Bolivia ·
Bosnië en Herzegovina ·
Brazilië ·
Bulgarije ·
Canada ·
Chili ·
China ·
Cyprus ·
Denemarken ·
DDR ·
Duitsland ·
El Salvador ·
Engeland ·
Estland ·
Faeröer ·
Finland ·
Frankrijk ·
Georgië ·
Ghana ·
Griekenland ·
Guatemala ·
Honduras ·
Hongarije ·
Ierland ·
India ·
Iran ·
Israël ·
Italië ·
Japan ·
Kazachstan ·
Koeweit ·
Kosovo ·
Kroatië ·
Letland ·
Liechtenstein ·
Litouwen ·
Luxemburg ·
Malta ·
Mexico ·
Moldavië ·
Montenegro ·
Nederland ·
Nigeria ·
Noord-Ierland ·
Noord-Macedonië ·
Noorwegen ·
Oeganda ·
Oekraïne ·
Oostenrijk ·
Peru · 
Polen ·
Portugal ·
Qatar ·
Roemenië ·
Rusland ·
San Marino ·
Saoedi-Arabië ·
Schotland ·
Slovenië ·
Slowakije ·
Sovjet-Unie ·
Spanje ·
Trinidad en Tobago ·
Tsjechië ·
Tsjecho-Slowakije ·
Tunesië ·
Turkije ·
Venezuela ·
Verenigde Arabische Emiraten ·
Verenigde Staten ·
Wales ·
Wit-Rusland ·
Zuid-Afrika ·
Zuid-Korea ·
Zweden ·
Zwitserland
Argentinië (2018) ·
Engeland (2016) · 
Hongarije (2016) ·
Kroatië (2018) ·
Nigeria (2018) · 
Portugal (2016)
CONMEBOL: Bolivia · Chili  · Colombia · Ecuador · Uruguay · Venezuela

UEFA: Albanië · Andorra · Armenië · Azerbeidzjan · België · Bosnië en Herzegovina · Bulgarije · Cyprus · Denemarken · (West-)Duitsland · Duitse Democratische Republiek · Engeland · Estland · Faeröer · Finland · Frankrijk · Georgië · Griekenland · Hongarije · IJsland · Ierland · Israël · Italië · Joegoslavië · Kroatië · Letland · Liechtenstein · Litouwen · Luxemburg · Malta · Moldavië · Nederland · Noord-Ierland · Noord-Macedonië · Noorwegen · Oekraïne · Oostenrijk · Polen · Portugal · Roemenië · Rusland · San Marino · Schotland · Slovenië · Slowakije · Sovjet-Unie/GOS ·  Spanje · Tsjechië · Tsjecho-Slowakije · Turkije · Wales · Wit-Rusland · Zweden · Zwitserland

AFC: Kazachstan

CAF: Madagaskar

CONCACAF: Belize · Canada